# Michael Haensel
Michael Haensel (* 21. September 1943 in Straßburg, Elsass; † 13. August 2017 in Frankenthal (Pfalz)) war ein deutscher Opernregisseur und Theaterintendant.

## Leben
Michael Haensel wurde 1943 als Sohn des Bühnenverlegers Peter Haensel (Felix Bloch Erben, Berlin) und der Schauspielerin Agi Prandhoff in Straßburg/Elsass geboren.
Nach seinem Abitur 1963 in Berlin studierte er am Wiener Max-Reinhardt-Seminar Schauspiel und Regie. Sein erstes Engagement erhielt er 1968 als Regieassistent für Oper, Operette und Schauspiel an den städtischen Bühnen in Nürnberg, heute Staatstheater Nürnberg. In der Zeit von 1967 bis 1975 war Haensel als Regieassistent und Mitarbeiter des berühmten Dirigenten Herbert von Karajan bei den Osterfestspielen in Salzburg. 1968–1972 arbeitete Haensel als Regieassistent und Hausspielleiter am Stadttheater Basel unter Werner Düggelin und Friedrich Dürrenmatt. Von 1972 bis 1974 führte er Regie an den Bühnen der Hansestadt Lübeck unter der Leitung von Karl Vibach und war gleichzeitig Chefdisponent und Stellvertreter des Generalintendanten im künstlerischen Bereich. 1976 wechselte Haensel als Verwaltungsdirektor und Vizedirektor an das Theater am Kurfürstendamm in Berlin und übernahm dort auch etliche Inszenierungen unter anderem mit Harald Juhnke und Grit Boettcher. Ab 1. Januar 1981 war Haensel dann Betriebsdirektor der Oper der Stadt Köln und ab 1983 zusätzlich stellvertretender Intendant unter der Leitung von Michael Hampe. In dieser Zeit lernte er auch seine Frau, die Opernsängerin Victoria Vergara kennen. 1998–2004 war Haensel Präsident der Interessengemeinschaft der Städte mit Theatergastspielen (INTHEGA).
Im August 1991 übernahm Michael Haensel als Intendant bis 2003 das Theater im Pfalzbau in Ludwigshafen am Rhein. Dort setzte er neben zahlreichen Koproduktionen mit führenden Schauspiel- und Opernhäusern große Opern wie I due Foscari von Verdi und Luisa Miller sowie Halévys Die Jüdin in Szene und baute Ludwigshafen auch zum Ballettzentrum aus.
Seit 2003 war Michael Haensel unter anderem als freier Regisseur tätig und inszenierte im Prinzregenten-Theater, einem Mundarttheater in Ludwigshafen; dort verband ihn eine lange Freundschaft mit den Theaterleitern Bernhard F. Dropmann und René Weintz.